# Bad Boys (Baccara)
Bad Boys è il quarto album in studio del duo pop spagnolo Baccara, pubblicato nel 1981.

## Tracce
Side A
1. Bad Boys – 4:25
2. Last Night – 2:50
3. Ohio – 3:04
4. Love Control – 2:57
5. Spend the Night – 3:07
6. Rio – 3:46

Side B
1. Boogaloo – 2:38
2. Colorado – 3:30
3. Mucho Mucho – 3:25
4. Woman to Woman – 3:36
5. Heart Body and Soul – 4:09
6. Love Songs – 3:36

## Formazione
- Mayte Mateos – voce
- María Mendiola – voce